# ビュゼ＝シュル＝バイズ
ビュゼ＝シュル＝バイズ(Buzet-sur-Baïse)は、フランス南西部ヌーヴェル＝アキテーヌ地域圏ロット・エ・ガロンヌ県にある人口1236人の村である。ワインのAOC名がビュゼになっている。

## 地理
県の南東部に位置し、ガロンヌ川から4km入った、支流のバイズ川に面した村である。
ディアムボディーである。まだAOCになっていないこともあり、やや大味なものも多い。